# Bretel-wimperzweefvlieg
De bretel-wimperzweefvlieg (Dasysyrphus albostriatus) is een vliegensoort uit de familie van de zweefvliegen (Syrphidae). De wetenschappelijke naam van de soort is voor het eerst geldig gepubliceerd in 1817 door Fallen.